# Ei Compendex
Ei Compendex es una base de datos bibliográfica de ingeniería publicada por Elsevier. Indexa literatura científica relacionada con materiales de ingeniería.
A partir de 1884,fue compilado a mano bajo el título original Engineering Index .El nombre "Compendex" proviene del acrónimo inglés COMP uterized EN gineering in DEX positions (índice de ingeniería computarizada). A raíz de la informatización en 1967, se envió el primer boletín electrónico de Engineering Index a 500 suscriptores. Elsevier adquirió la empresa matriz Engineering Information en 1998.

## Cobertura
Actualmente, Ei Compendex contiene más de 18 millones de registros a partir del 28 de julio de 2015  y hace referencia a más de 5.000 fuentes internacionales, incluidas revistas , conferencias y publicaciones comerciales. Aproximadamente 1.000.000 de nuevos registros se añaden anualmente a la base de datos de más de 190 disciplinas dentro del campo de la ingeniería. La cobertura es de 1970 hasta la actualidad, actualizándose semanalmente. 
La cobertura de los temas de ingeniería incluyen tecnología nuclear, bioingeniería, transporte, ingeniería química y de procesos, tecnología lumínica y óptica, ingeniería agrícola y tecnología alimentaria , informática y procesamiento de datos, física aplicada, electrónica y comunicaciones, control, civil, mecánica, materiales, petróleo, aeroespacial e ingeniería de automoción, así como subtemas múltiples en todos estos y otros campos de ingeniería más importantes.